# Pfarrkirche Leupoldsgrün

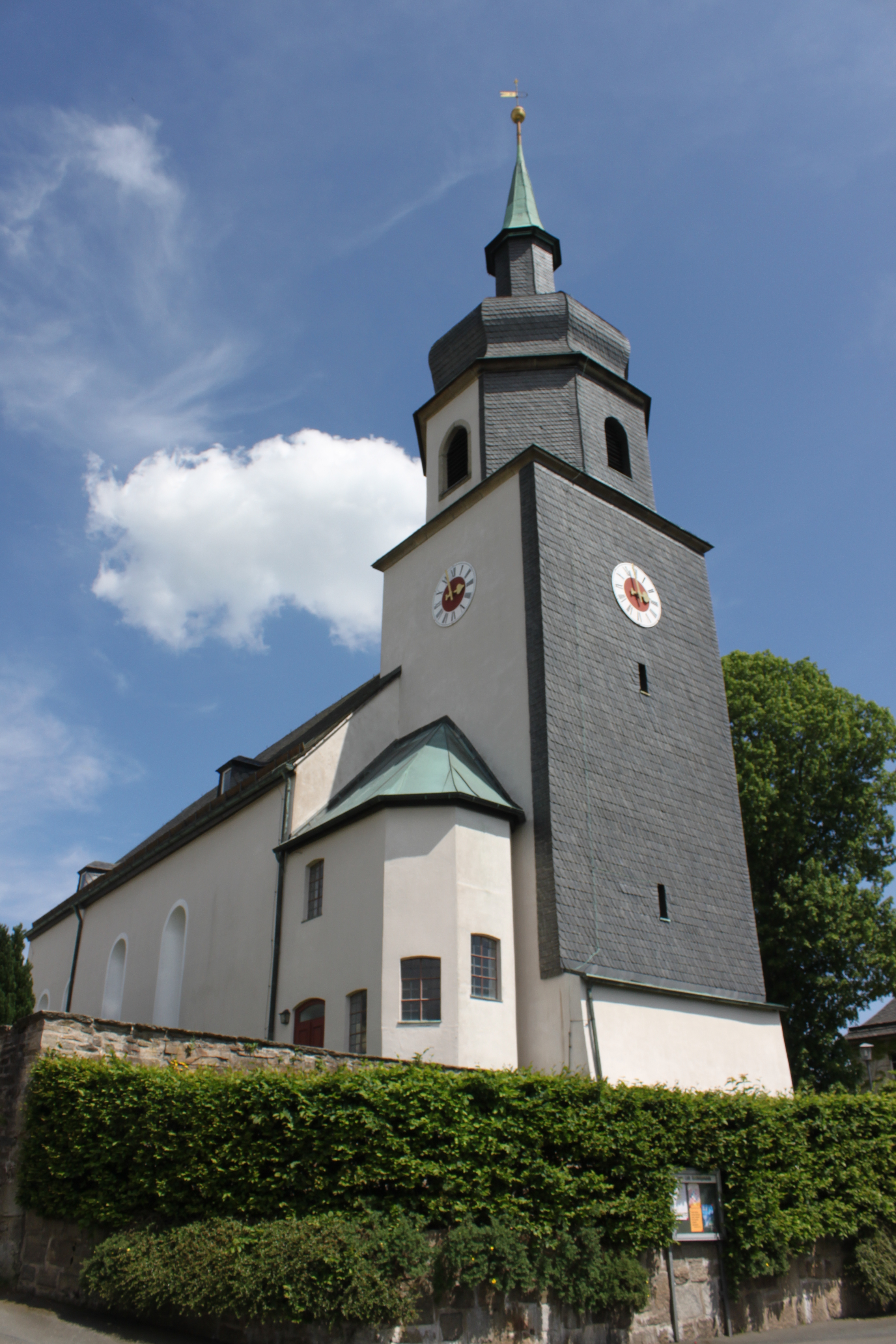
Pfarrkirche Leupoldsgrün

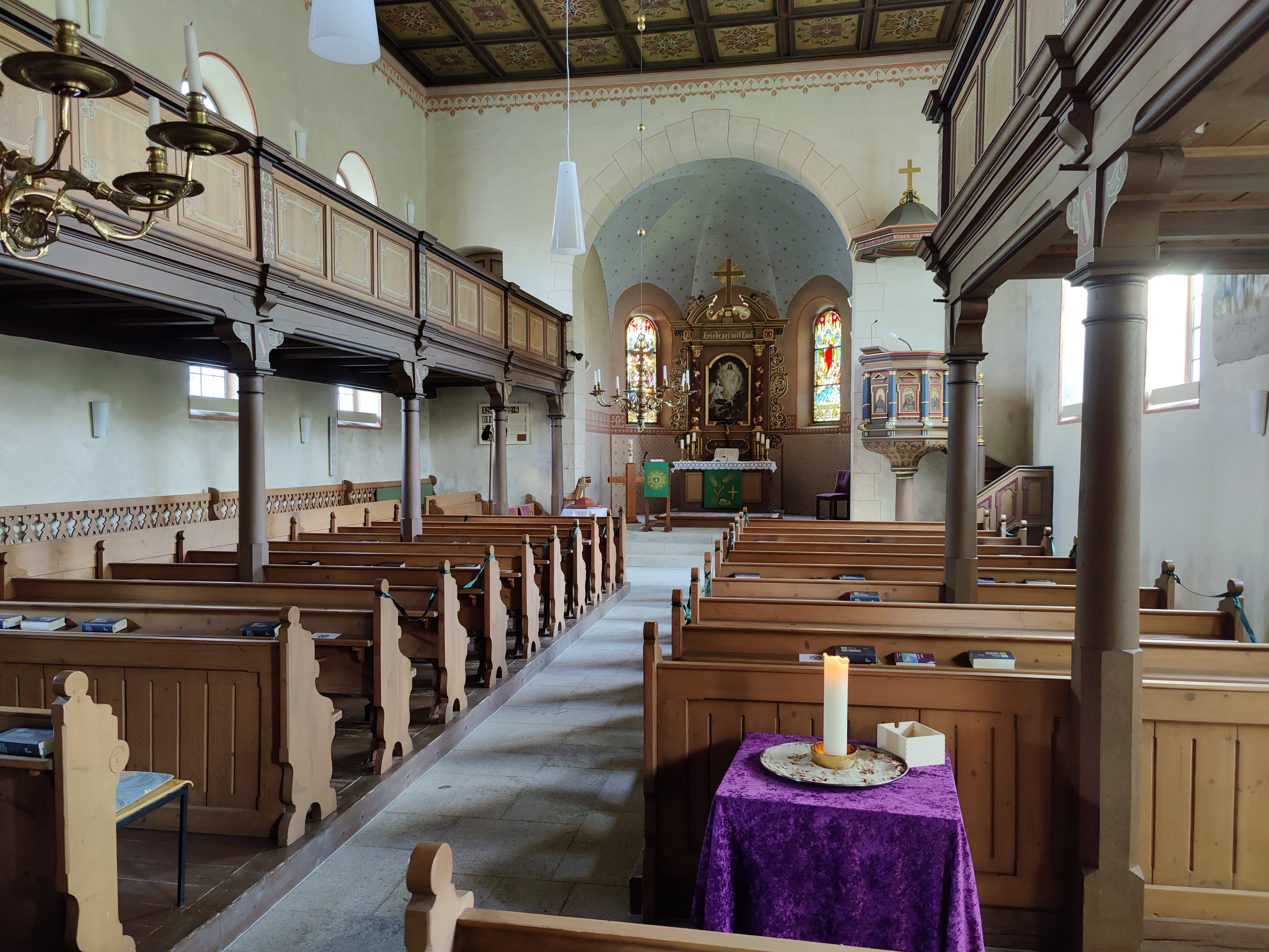
Innenraum (2021)

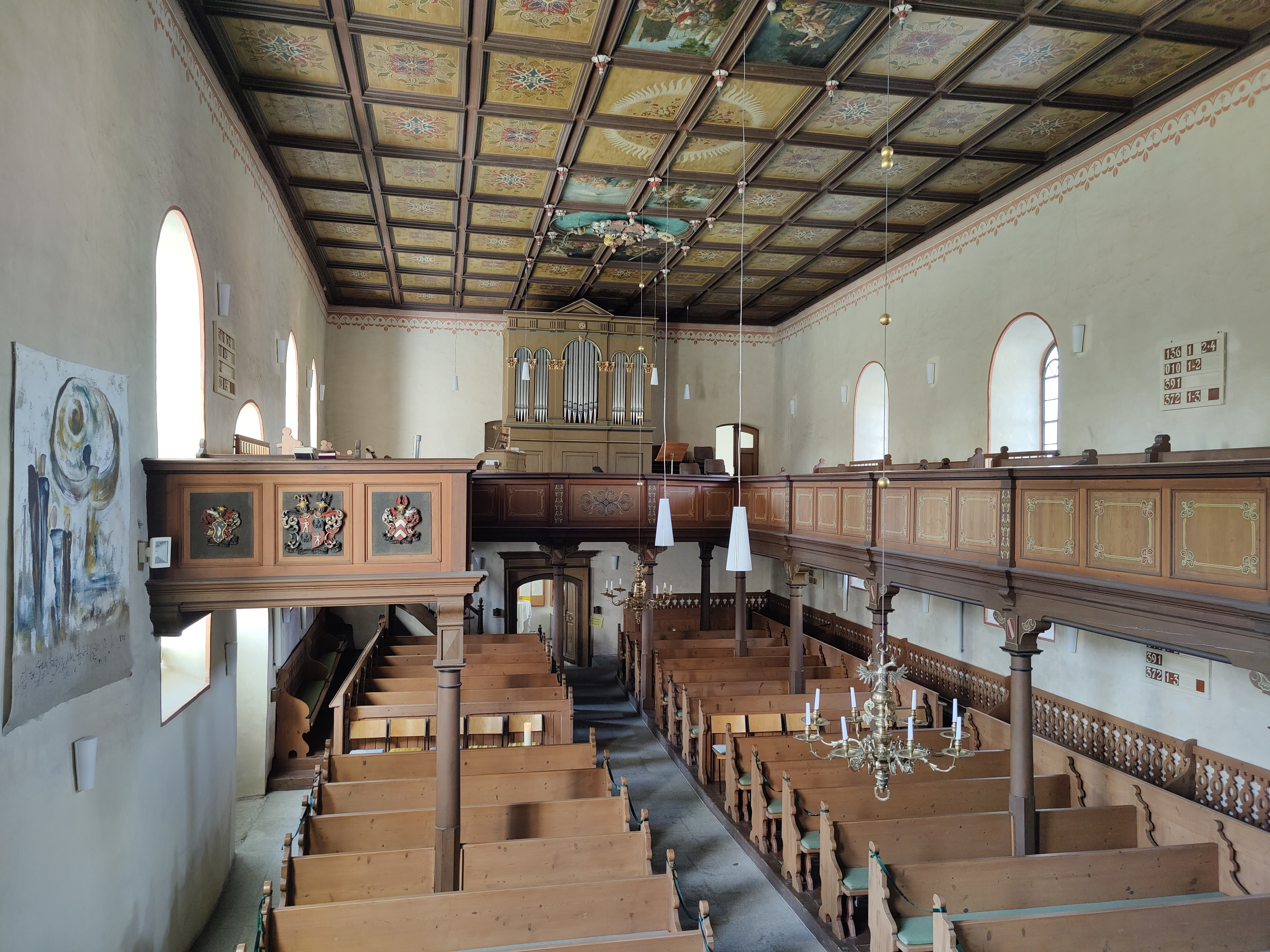
Innenraum, Blick zur Orgel

Die Pfarrkirche Leupoldsgrün ist eine evangelisch-lutherische Pfarrkirche im oberfränkischen Leupoldsgrün. Sie dient der Kirchengemeinde Leupoldsgrün als Gemeindekirche und diese gehört zum Dekanat Hof der Evangelisch-Lutherischen Kirche in Bayern. 
Von außen ist der markante – in Oberfranken weitverbreitete – barocke Zwiebelturm ihr charakteristisches Kennzeichen und Dominante des Ortsbildes. Innen besteht der Kirchenraum aus einem langgezogenen Langhaus mit flacher Kassettendecke und einem angefügten überwölbten Chorraum, in dem der Altar steht.
Die Ursprünge der Kirche liegen in einem Kapellenbau. Nach der Zerstörung im Dreißigjährigen Krieg erfolgte ein schrittweiser Wiederaufbau. Zur Datierung dieses Wiederaufbaus weisen Daten an einer Empore auf die Jahre 1659 und 1699 hin. Der Hofer Bildhauer Johann Nikolaus Knoll fertigte um das Jahr 1700 einen nicht mehr vorhandenen Taufengel und ein Holzkruzifix. Bei einer umfassenden Umgestaltung im Jahre 1899 wurde das Langhaus der Kirche nach Osten erweitert und ein neuer Chorraum angefügt sowie diverse Ausstattungselemente umgestaltet. Kirche und Pfarrhaus sind Baudenkmäler des Ortes.

## Orgel
Die Firma G. F. Steinmeyer & Co. baute 1889 als Opus 376 eine neue Orgel für die Pfarrkirche. 1962 folgte ein Umbau durch Hans Dentler aus Siegen und 1997 eine Restaurierung durch Hey Orgelbau aus Ostheim vor der Rhön. Das Instrument verfügt über 14 Register, die auf zwei Manuale und Pedal verteilt sind. Die Disposition lautet wie folgt:
| I Manual C–f3 |    |
| Principal     | 8′ |
| Gamba         | 8′ |
| Salicional    | 8′ |
| Octave        | 4′ |
| Rohrflöte     | 4′ |
| Schwegel      | 2′ |
| Mixtur III–IV | 2′ |

| II Manual C–f3 |    |
| Gedackt        | 8′ |
| Flöte          | 4′ |
| Principal      | 2′ |
| Sesquialter II |    |

| Pedal C–d1 |       |
| Subbass    | 16′   |
| Violon     | 8′    |
| Choralbass | 4′+2′ |

- Koppeln: II/I, II/I Suboktavkoppel, I/P, II/P